# Anne Albe Cornélie de Beaurepaire
Anne Albe Cornélie de Beaurepaire, comtesse d'Hautefeuille née à Paris le 21 mai 1789, morte à Saint-Vrain le 2 septembre 1862, est une femme de lettres française. 

## Biographie
En épousant Charles-Louis-Félicité d'Hautefeuille, elle devient la belle-sœur d'Eugène d'Hautefeuille et de Anne Marie Caroline de Marguerye de Hautefeuille ; avec celle-ci, elle écrit Jeanne d'Arc sous le nom de plume Anna-Marie. Elle échange une correspondance suivie avec le philosophe Pierre-Simon Ballanche.

## Œuvre
- Jeanne d'Arc, Paris, Debécourt, 1841 ;
- L'Âme exilée, légende, Paris, Delloye, 1837 ;
- La belle-mère, dans Les Français peints par eux-mêmes, vol. 2, Paris, Furne, 1853 ;
- La jeune aveugle, dans Journal des jeunes personnes, tome 6, 1838 ;
- Léa Cornélia, Paris, Delloye, 1837 ;
- Angélique, dans Revue critique des livres nouveaux, 1840 ;
- Le lis d'Israël, méditations et effusions sur la vie de la sainte Vierge, C. Douniol, 1861, 342 pages ;
- Marguerite ou la science funeste, Paris, Passard, 1847, Lire en ligne sur Gallica ;
- La famille Cazotte, Paris, Waille, 1846.